# James Chaytor
James Chaytor, conocido en las Provincias Unidas del Río de la Plata como Diego Chaytor, o Chayter, fue un marino estadounidense que sirvió en la armada de su país y actuó como corsario al servicio de la causa de la emancipación durante las Guerras de independencia hispanoamericanas. 

## Biografía

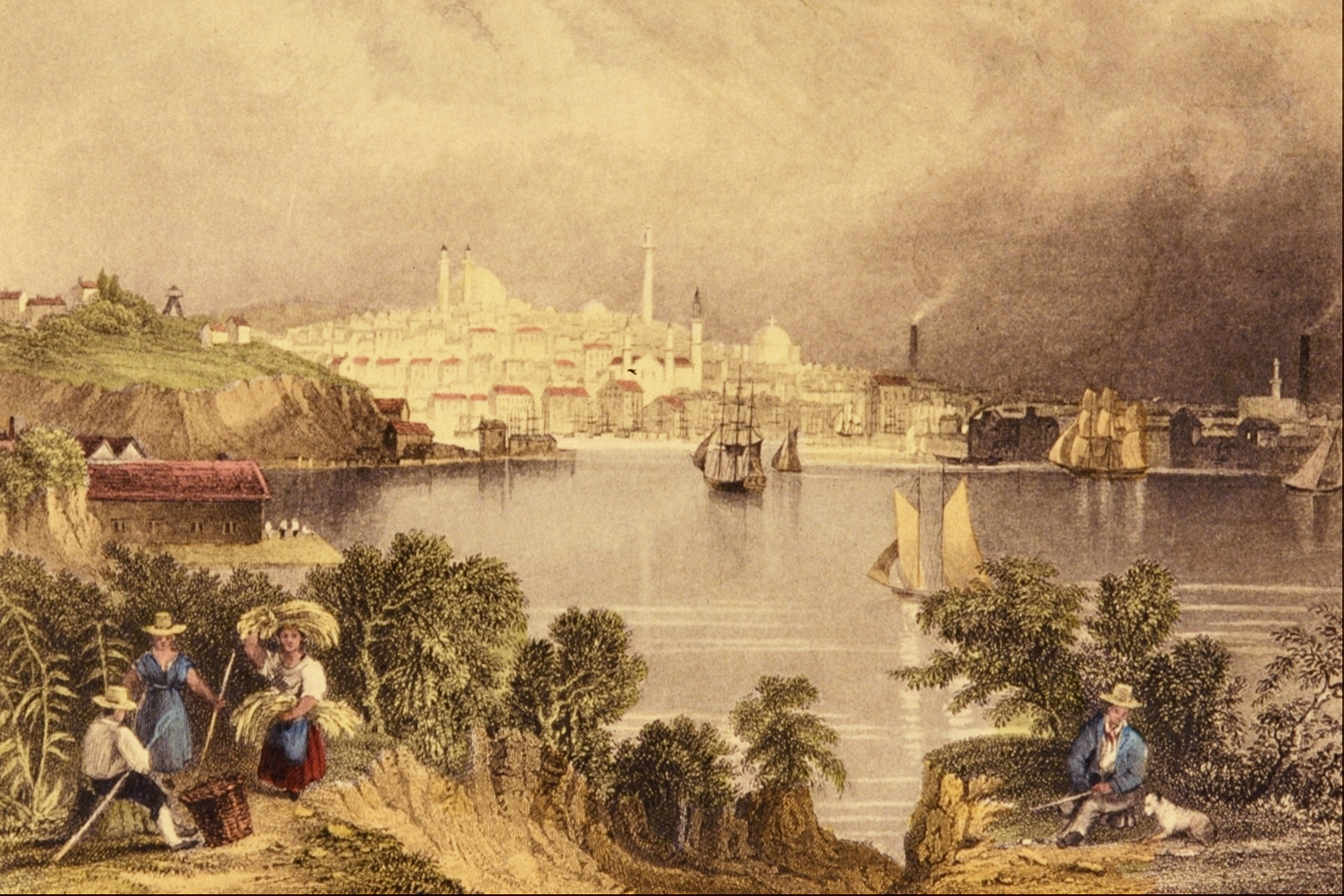
Baltimore

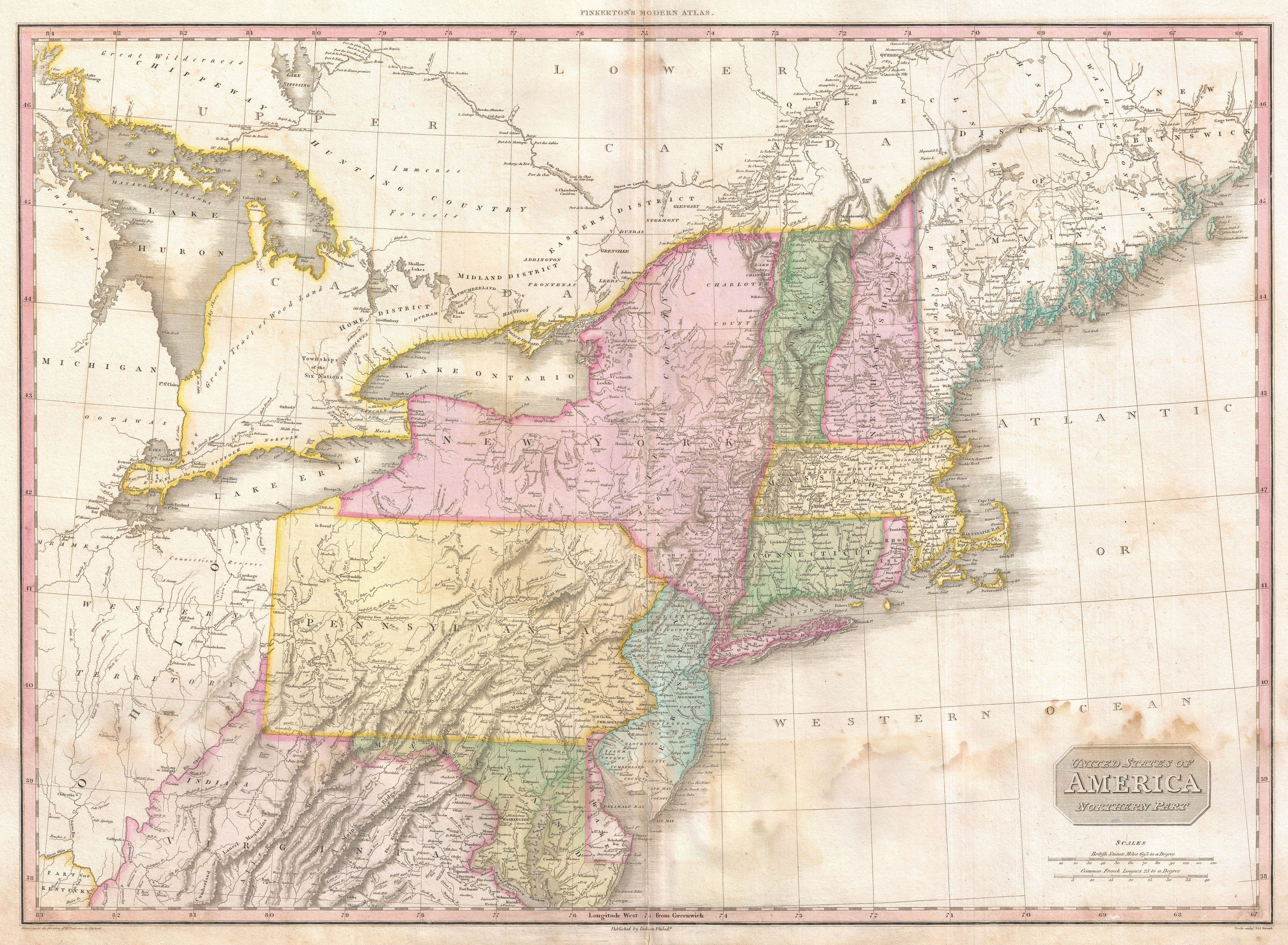
Estados Unidos (1818)

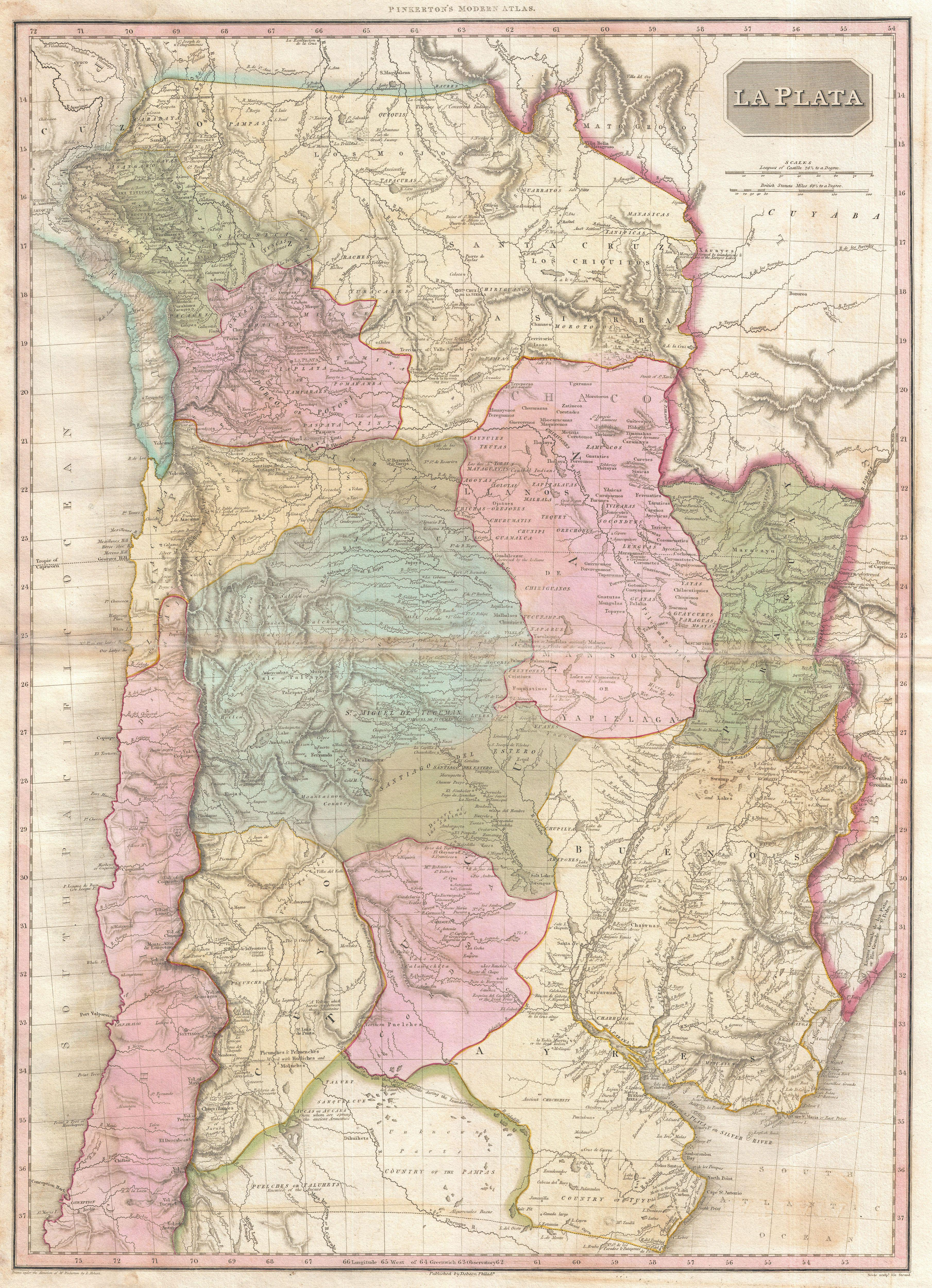
Sudamérica, según Pinkerton (1818)

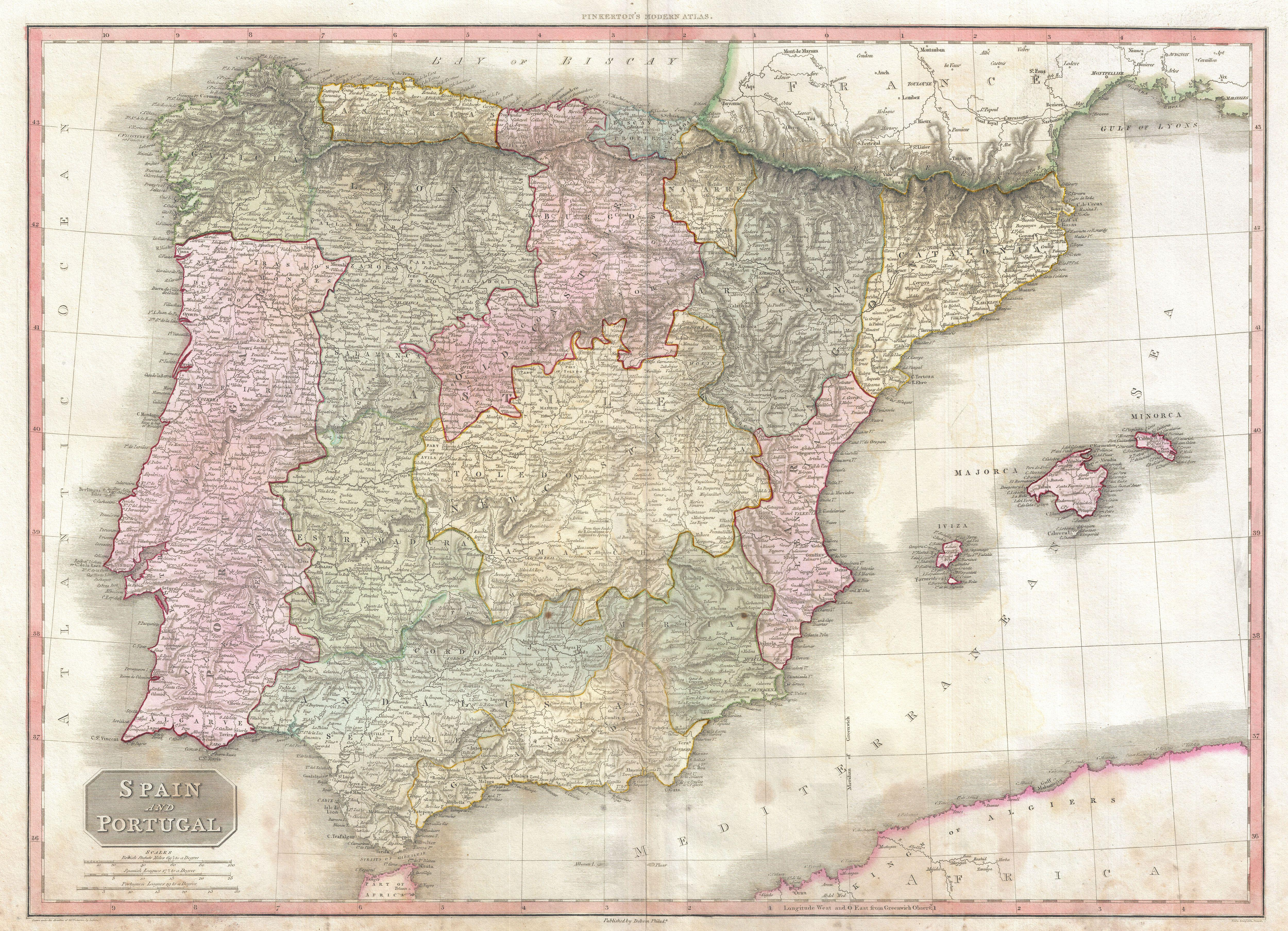
España (1818)

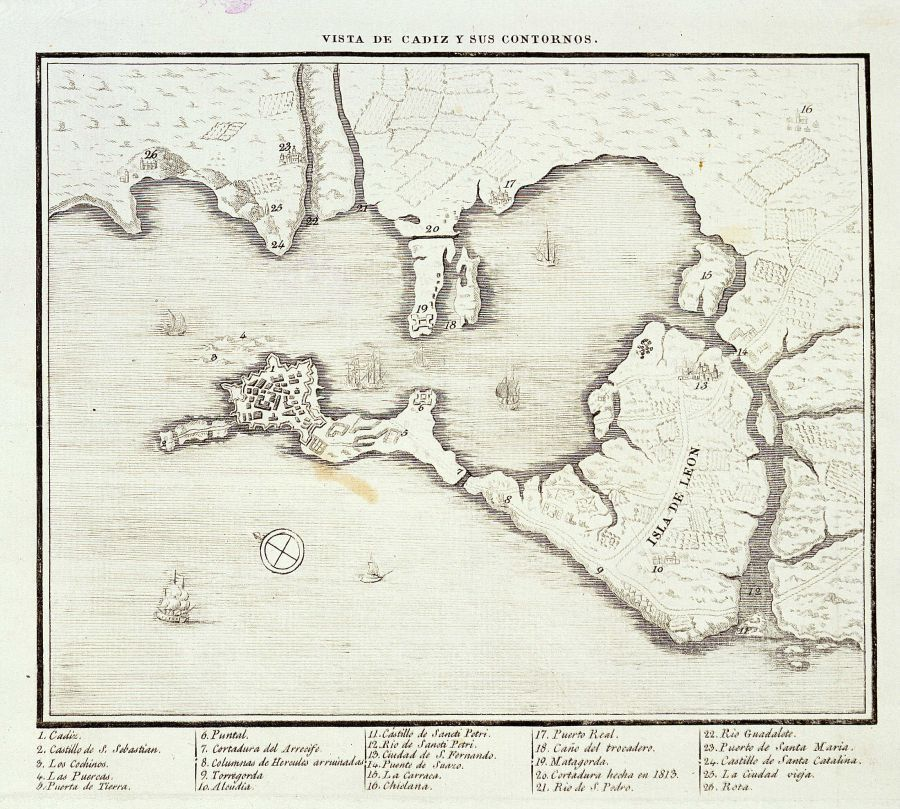
Cádiz (1813)

Nació en 1767 en Baltimore, Maryland, en ese entonces una de las Trece Colonias. Siguió la carrera naval como capitán de la marina mercante y al servicio de su nación durante la Guerra anglo-estadounidense de 1812. Finalizado ese conflicto, como otros compatriotas se puso al servicio de la lucha por la emancipación americana como corsario. Junto a los marinos James Barnes, Obadiah Chase, Clement Cathell, John D. Danels, y Thomas Taylor financiaron al corsario Joseph Almeida.
Chaytor mismo luchó con los patriotas venezolanos en la llamada "Campaña Admirable" hasta producirse su derrota en 1814 y la caída de la Segunda República de Venezuela.
Chaytor regresó entonces a Baltimore. Para ese entonces, la situación del movimiento emancipador en Latinoamérica era desesperante. Solo las Provincias Unidas del Río de la Plata se mantenían en pie pero amenazadas por el conflicto civil, por las fuerzas realistas desde el Alto Perú y Chile y por Portugal desde el oeste.
En 1815 Chaytor adquirió un nuevo buque, el Mammoth ("Mamut", aparece también como Mammouth o Mammuth). El Mammoth tenía un desplazamiento de 400 t, pero era ágil y veloz pese a su gran tamaño. Su tripulación (muy variable como en todo buque corsario) era de 140 hombres. Chaytor montó una coliza giratoria de a 24 y 14 cañones de a 18 y a fines de ese año adquirió 824 barriles de pólvora, 200 cajones de fusiles, 2 barricas de sables y otras 12 con piedras de chispa que cargó en su nuevo buque.
En una comunicación del cónsul español en Baltimore Juan Bautista Bernabeu al embajador español Onís fechada el 31 de diciembre de ese año, Chaytor es citado como uno de los principales corsarios.
Dejando a su esposa Sarah y sus hijos en Baltimore, zarpó el 1 de febrero de 1816 rumbo al Río de la Plata, arribando al puerto de la ciudad de Buenos Aires el 17 de marzo de ese año.
El Director Supremo de las Provincias Unidas del Río de la Plata Antonio González Balcarce adquirió de buen grado el cargamento e incorporó el Mammoth a la armada. El 7 de mayo de 1816 reconoció a Chaytor el grado de teniente coronel y le encargó el mando de su buque, ahora renombrado Independencia del Sur, otorgándosele la correspondiente patente de corso.

### Primera campaña de corso (1816-1817)
Su primera campaña fue preparada con gran sigilo hasta el punto que, contra lo establecido, sus instrucciones fueron verbales y motivaron posteriormente problemas en la liquidación de presas que obligaron a intervenir al gobierno, que explicaría que "por varias razones existentes en aquel momento era preciso que su salida para Europa fuese con el mayor sigilo con cuyo motivo no se guardaron copia de las patentes de comisión del modo acostumbrado ni hubo contrata formal con el gobierno".
Más allá de las instrucciones, el 13 de mayo de 1816 un decreto legalizó su condición de corsario figurando como armadores Chaytor y el propio gobierno de las Provincias Unidas del Río de la Plata. Su plana mayor se reducía al teniente 1.º Diego Maynder y a los tenientes Juan Butler y Daniel Chaytor, su hijo, siendo Sion Spencer el capitán de la tropa embarcada.
El Independencia del Sur puso rápidamente rumbo a Cádiz done comenzó a operar a fines de julio, convirtiéndose en el primer buque que hizo flamear el pabellón argentino en esas aguas.
Cádiz era entonces, y lo sería hasta mediados de la década de 1820, el principal puerto de España. Dentro de su bahía se encontraba uno de los principales astilleros y arsenales de la Real Armada, La Carraca, y era el punto de partida de las expediciones de refuerzo a América. Caído Montevideo, la importancia estratégica para el gobierno argentino y la disponibilidad de un botín apreciable para sus corsarios convirtió a Cádiz en foco de una audaz política ofensiva. La cercanía de Gibraltar y, de ser preciso, de los puertos de corsarios berberiscos de Salé y Larache, permitían en caso de urgencia abastecerse o refugiarse para reparaciones esenciales.
Durante poco más de un mes causó graves daños al comercio español obligando a muchos buques a permanecer en puerto y capturando varias presas, entre ellas el bergantín Atrevido, capturado frente a Cádiz el 30 de julio de 1816, el bergantín San Buenaventura (a) El Leónidas (Cabo San Vicente, 24 de agosto), bergantín Concepción (Cabo San Vicente, 25 de agosto), la fragata Nuestra Señora de los Dolores (Cabo San Vicente, 27 de agosto) y el bergantín Golondrina que fue capturado en Cabo San Vicente ese mismo día y remitido a Cádiz con los prisioneros.
Con el fin de reabastecerse, pasó a Baltimore, su ciudad natal y uno de los puntos principales de abastecimiento y liquidación de presas. Arribó en octubre y adquirió en $52000 la goleta Atrevida (ex Santafecino de Thomas Taylor) con la que realizó un corto crucero a las Indias Orientales.
En carta del embajador Onís a Pedro Ceballos, fechada en Filadelfia el 18 de diciembre de 1816, afirmaba que "cada día siguen armándose más barcos en Baltimore para salir a cruzar con bandera insurgente. Además de una escuadrilla de nueve buques que han ido dando sucesivamente a la vela, y que deben ser mandados por el capitán Chaytor de Baltimore, me escribe el cónsul de S.M. que hay otros tres que se están habilitando con el mismo objeto".
En marzo de 1817 arribó a Norfolk, Virginia, y liquidó cochinilla capturada por un valor de $50000. En aguas de Cuba había efectuado dos presas, el bergantín Santísima Trinidad y la fragata Santander, las cuales envió a Baltimore.
Allí, los cargamentos de ambos buques ("gran cantidad de dinero y 87 zurrones de grana"), fueron reclamados por el cónsul español en Norfolk, Antonio Argote Villalobos, en nombre de sus propietarios por via judicial. Chaytor se dirigió a la ciudad pero la corte de Baltimore falló favorablemente a los propietarios, por lo que para evitar nuevos procesos iniciados por el cónsul español abandonó momentáneamente Baltimore echando anclas en la bahía de Chesapeake.

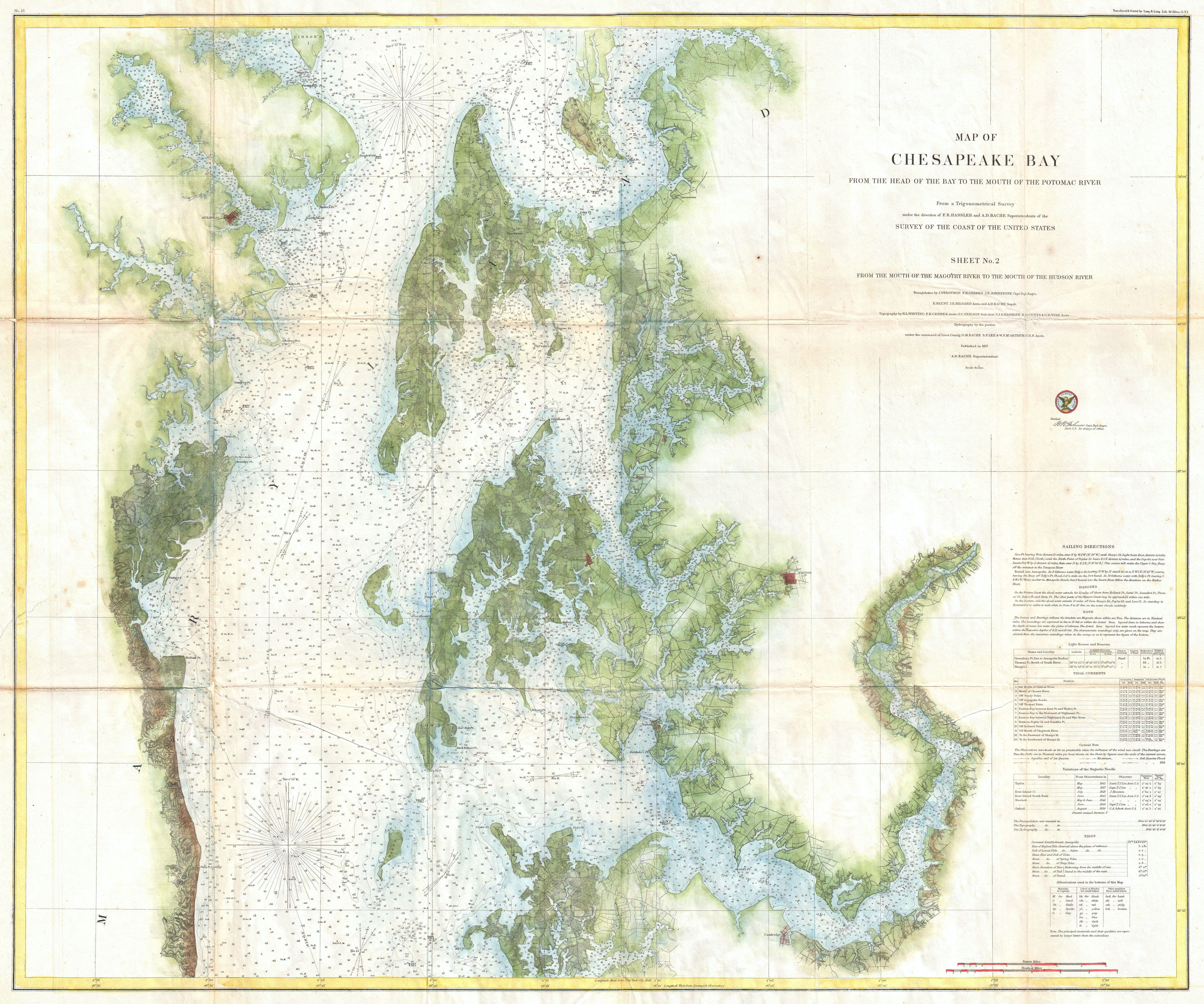
Bahía Chesapeake

El 7 de mayo de 1817, mientras Chaytor se encontraba en la cabina del Independencia del Sud con el capitán de la Atrevida, se produjo un incendió que alcanzó rápidamente la santabárbara e hizo volar al buque, muriendo 23 tripulantes y provocando a sus armadores pérdidas estimadas en 100000 dólares.
Reducido nuevamente al Independencia del Sud volvió a las costas de Cádiz donde operó con éxito durante junio de 1817. En esa última fase de la campaña coordinó sus operaciones primero con el Mangoré (capitán Diego Barnes) y luego con el General San Martín (capitán John Dieter). Con el primero capturó la fragata Esperanza (Cádiz, 9 o 12 de junio de 1817), actuando solo capturó el lugre Cameron (a) Carmen (Cádiz, 24 de junio) y con el General San Martín capturó la goleta Nuestra Señora de las Mercedes (a) La Corsa (Cabo San Vicente, 29 de junio) y la fragata Teresa (a) La Roig (Cabo San Vicente, 1 de julio)
La captura de la Esperanza, fragata de la Real Compañía de Filipinas comandada por el capitán Juan Lobo, fue uno de los más duros golpes al comercio español ultramarino. Tuvo lugar a solo 8 leguas del puerto, cuando fue alcanzada por el Independencia del Sud, el Mangoré y otros tres corsarios menores. La Esperanza iba armada con carronadas pero no pudo resistir el fuego de los cañones de largo alcance argentinos y dañada la artillería y con tres disparos en la línea de flotación debió rendirse.
Según reconocería su capitán, tanto la tripulación como el pasaje fueron muy bien tratados. Fueron detenidos como prisioneros de guerra el general Ambrosio de la Cuadra, el teniente coronel Sebastián Ruiz de Labastida y el fiscal de la Audiencia de Manila Ramón Power e Hidalgo y se retuvo al piloto y veinte marineros, empleados como tripulación de presa. Lobo, así como el resto de la tripulación y el pasaje fueron liberados. Chaytor devolvió a Lobo el instrumental de navegación y le advirtió de la presencia en el área de lo que calificaba de piratas.
El teniente general de la Armada Española José Justo Salcedo escribió ese mismo año que "el perjuicio que los corsarios insurgentes causan en la época presente, al comercio marítimo español es de tal tamaño como lo prueba el apresamiento de una fragata de la compañía de Filipinas que regresaba ricamente cargada de aquellos dominios, y han conducido a Buenos Aires, y otra que han cogido casi a la vista de Cádiz, de cuyo puerto acababa de salir conduciendo al capitán general y al obispo de aquellas islas".
El 3 de septiembre de 1817 arribó a Buenos Aires con el Independencia del Sud y vencida la patente otorgada por el gobierno la devolvió y levantó la fianza dada oportunamente por su socio, el armador británico Adam Guy.

### Segunda campaña de corso (1818)

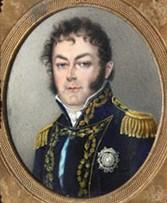
Juan Martín de Pueyrredón

En vistas a formar una división para una nueva campaña, en Buenos Aires constituyó una nueva sociedad a la que aportó personalmente sus beneficios, $40000. Adquirió y alistó la goleta Alerta (ex Nuestra Señora de las Mercedes, una de sus presas) y la fragata Vigilancia.
El gobierno, encabezado por el director Juan Martín de Pueyrredón, le extendió despachos de coronel y le dio instrucciones reservadas tendientes a obtener en los Estados Unidos de América un empréstito de $2.000.000 en auxilio de la independencia americana y proceder a hostilizar como pudiera la "Expedición Grande" que se preparaba en España.
En efecto, en 1818 se reactivaba en España el proyecto de efecutar una gran expedición al Río de la Plata y entre ese año y 1819 se concentró en Cádiz un nuevo ejército expedicionario de 22.000 hombres al mando del general Enrique José O'Donnell Anethan, Conde de La Bisbal, y dado que España carecía de una flota de la magnitud necesaria se adquiría una flotilla rusa que resultó estar en pésimas condiciones para la navegación transatlántica.
Chaytor asumió el mando de la división mientras que el capitán Juan O'Grennolds asumía el mando directo del Independencia del Sud, su hijo el sargento mayor Daniel Chaytor el de la Alerta y el capitán Jorge H.Ross el mando de la Vigilancia.
Tras celebrar el 22 de febrero el cumpleaños de George Washington junto a mercaderes, diplomáticos y otros corsarios entre ellos John Dieter quien brindó por "los patriotas de norte y sudamérica", el 24 de febrero (marzo según otras fuentes) de 1818 partieron rumbo al Atlántico Norte.
La gestiones para obtener el empréstito tuvieron buen trámite, pero terminaron fracasando por las circunstancias políticas en que se vio envuelta la república (Anarquía del Año XX). 
En cuanto a la expedición, se vio demorada por las razones mencionadas y por una epidemia que obligó a dispersar las tropas y fracasaría finalmente por motivos de política interna de España, a los que no fueron ajenas las gestiones del agente revolucionario Andrés Arguibel.
La campaña se redujo entonces a la acción corsaria frente a Cádiz durante la que fue capturada la fragata Aventurera (Cádiz, 9 de agosto de 1818).
En el curso de la campaña su hijo Daniel Chaytor resultó muerto en combate al frente de la goleta Alerta. Chaytor regresó a Buenos Aires en diciembre de 1818.

### Tercera campaña de corso (1819-1821)
Habiendo incurrido en deudas para el armado de su segunda expedición y ante la grave situación interna en las Provincias Unidas, pudo alistar solo la Independencia del Sud.
En Buenos Aires, Chayter elevó una nueva solicitud de corso indicando que "deseando partir para los Estados Unidos donde con sus medios y los de sus amigos armaría una fragata de guerra y una corbeta de la misma calidad, solicitaba la autorización y órdenes correspondientes para hacerlo sin que el Estado erogase gasto alguno". Afirmaba que no quería actuar como "esa porción de aventureros que en la mar cometen las mayores depredaciones bajo nuestro pabellón en descrédito del país y horror de las naciones". A esos efectos y para que su comisión fuera más respetable pedía "las órdenes y autorización conveniente para reprimir en los mares los excesos y falta de documentos justificativos que se encuentren en los buques corsarios, llevando mi buque el carácter de buque de guerra nacional en cuya calidad los haré respetar de todos, y si V.E. se dignase admitir este servicio se servirá a mi salida anunciar en la Gaceta Ministerial para noticia de todas las naciones y para que vean que el gobierno ni autoriza ni permite estos desórdenes, y que cuidaré hacerlo transcribir en las gacetas de Estados Unidos y de Inglaterra".
El gobierno, atendiendo a las razones expuestas y confiando en su capacidad y lealtad a la causa, resolvió darle el mando de la fragata Patagonia y de la corbeta Vengadora, ambas propiedad del estado.
La Patagonia montaba 14 cañones (2 cañones largos de a 18 libras y 12 carronadas de a 12 libras). Tenía un desplazamiento de 398 toneladas, eslora de 36 metros, manga de 5,75 metros, puntal de 6 metros y un calado medio de 3,30 metros. Estaba tripulada por 175 hombres.
La Vengadora, por su parte, montaba 14 cañones (12 cañones de a 12 libras y 2 de cañones a 18 libras) y tenía un desplazamiento de 390 toneladas, eslora de 35 metros, manga de 6 metros, puntal de 5,75 metros y un calado medio de 2,9 metros, contando con una tripulación de 185 hombres.
Las instrucciones del gobierno dadas el 20 de febrero de 1819 incluían facultades que superaban las otorgadas a otros corsarios: "en caso de haberse concluido con el término de la patente pueda ampliárselo", se le otorgaba la potestad de que "para en caso de salir de España alguna expedición pueda reunir los corsarios que naveguen con patente de este gobierno, con el objeto de hostilizar aquellas prometiéndoles que el gobierno satisfará cualquier perjuicio o atraso en sus expediciones originado por aquel objeto", de establecer depósitos de abastecimiento en Gibraltar u otro punto que decidiera oportuno, de recabar el auxilio de naciones amigas y se reducía el derecho del estado sobre las presas al 10 por ciento. Finalmente, le extendía despachos de coronel y le concedía honores de comodoro: "expídasele el despacho de grado de coronel de ejército, previniéndole que durante su misión se considere con todas las prerrogativas de un comodoro".
Una disposición reservada señalaba que "la Escuadrilla del mando del coronel del ejército al servicio de la marina D.Diego Chaytor, compuesta de la fragata Patagona, corbeta Vengadora y bergantín Independencia del Sur ha sido destinada como Fuerza Naval de este estado a hostilizar la bandera española".
Si bien el resultado de las presas seguiría las generales de la ley, Chaytor se encontraba esta vez al mando de una división naval nacional, en momentos en que esa autoridad nacional colapsaba.
En marzo de 1819 inició su tercer crucero rumbo al Atlántico Norte. Tras varias presas menores enfrentó y destruyó tres goletas armadas. Finalmente enfrentó con el Independencia del Sud a dos buques de guerra enemigos con superior capacidad de fuego y en el combate las tres unidades combatientes sufrieron severos daños que obligaron a Chaytor a retirarse a Buenos Aires y a los buques realistas a retirarse a puerto sin poder volver a salir por los daños recibidos.
Chaytor arribó a Buenos Aires en septiembre de 1819. Allí José Rondeau era desde junio el nuevo Director pero su autoridad no pasaba de la provincia de Buenos Aires.
Volvió a partir, esta vez solo con el Independencia. Durante 1820 y 1821 operó en aguas del Atlántico Norte y en el Mar Caribe. En 1820 a pedido del gobernador de la isla Margarita persiguió y apresó al bergantín pirata Prometheus (capitán DuBois).
Al tener noticias en alta mar a fines de 1821 del decreto de octubre de ese año que ponía fin a la campaña de corso, a diferencia de otros comandantes Chaytor la acató de inmediato y regresó a Estados Unidos, licenció a su tripulación y devolvió las patentes.

### Últimos años
Para entonces se encontraba en una difícil situación financiera. Ya el 30 de noviembre de 1819 había escrito a su socio el armador Adam Guy: "Mi ambición para promover la causa de La Plata me arruinó por completo (...) desde que me uni a la causa gloriosa de América del Sur, armé cuatro buques en su defensa, he sacrificado mi fortuna a su grandeza."
En Baltimore pasó a desarme su buque, que en abril de 1822 fue adquirido por el gobierno de Colombia. El importe de la venta pasó por completo a sus acreedores, persistiendo aún después una deuda de más de $50000. Chaytor pasó a Colombia y recibió un nombramiento al frente del Departamento de Marina de esa nación, pero solo para quedar en poco tiempo cesante ya que Simón Bolívar, a quien Chaytor admiraba, decidía en esos momentos recortar los fondos de la naciente Armada.
Tras desechar la posibilidad de pasar al servicio de la Armada de México, en 1827 Chaitor dejó atrás los que en carta del 14 de diciembre de 1826 a W.G.D. Worthington llamó sus "años de servicio trabajando por la noble causa de la emancipación de América del Sur." y regresó a Baltimore.
En 1828 se dedicaba al comercio de ultramar con las naciones latinoamericanas desde Baltimore y Norfolk.
El Niles' Weekly Register registra su presencia en ocasión de la explosión del Medora, ocurrida en Baltimore el 17 de abril de 1842.
Afirma que "el capitán James Chaytor en el momento del accidente se encontraba a bordo de su propio barco. Al ver que el Medora permanecía contra el muelle y que el vapor salía lentamente, extrañado de la quietud que reinaba a bordo se acercó y los exhortó a seguir. Fue entonces lanzado bruscamente sobre la cubierta por la explosión y cuando se recuperó de la sorpresa vio a un hombre, que después supimos era un carpintero del buque llamado Edward Speddy, tendido a su lado horriblemente mutilado."
Para entonces tenía ya 75 años de edad. Probablemente falleció pocos años después, ya que en la división de manuscritos de la Universidad de Princeton se conservan diarios de viaje, personales y correspondencia de James Chaytor correspondientes al período comprendido entre 1804 y 1849.
Chaytor sirvió fielmente a las Provincias Unidas siguiendo las reglas de la guerra lo suficiente como para no sufrir nunca una sentencia por piratería o violación de la neutralidad, ni ser acusado por estar involucrado en el cobro de comisiones ilegales o liquidación de presas sin conocimiento de sus armadores o de la nación. De hecho, a diferencia de muchos corsarios procuró siempre liquidar sus presas en Buenos Aires. Chaytor incluso llegó a firmar como "Diego Chaytor" (o simplemente "DC") aún en la correspondencia con su esposa. El 10 de junio de 1818 escribió a su esposa Sarah "Mi alma entera se dedica a la causa, y todos los medios honorables deben utilizarse para su éxito".
Los autores Arguindeguy y Rodríguez afirman que "El teniente coronel de marina de las Provincias Unidas del Río de la Plata D.Diego Chaytor fue a nuestro juicio el capitán corsario con mayores poderes delegados por el estado bajo cuya bandera servía, los que usó con mesura y sin desmedro de su prestigio personal ni de la nación cuya ciudadanía gozaba".